# CONCACAF
CONCACAF (în engleză Confederation of North, Central American and Caribbean Association Football) este corpul administrativ și de control al fotbalului din America de Nord, America Centrală și Caraibe. Are trei membri din America de Sud, respectiv Guyana, Surinam, și Guiana Franceză.
CONCACAF s-a format în anul 1961 și e una dintre cele șase confederații continentale care formează FIFA. Principalele roluri jucate sunt de a organiza competiții pentru echipele naționale sau cluburi, și de a organiza turneele de calificare pentru Campionatul Mondial.

## Echipe naționale
| Zona Nord Americană (NAFU)      |
| Zona Centrala Americană (UNCAF) |
| Zona Caraibelor (CFU)           |